# Agrenocythere
Agrenocythere is een geslacht van kreeftachtigen uit de klasse van de Ostracoda (mosselkreeftjes).

## Soorten
- Agrenocythere aculeataformis Monostori, 1982 †
- Agrenocythere americana Benson, 1972
- Agrenocythere antiquata Benson, 1972
- Agrenocythere bensoni Pokorny, 1977 †
- Agrenocythere bowerbankiana (Jones, 1857) King, 1981 †
- Agrenocythere cadoti Benson, 1972
- Agrenocythere ciampoi Kempf, 2015
- Agrenocythere gosnoldia Benson, 1972
- Agrenocythere hazeli (Bold, 1946) Benson, 1972 †
- Agrenocythere immemorata (Mandelstam, 1958) Nikolaeva, 1984 †
- Agrenocythere malpeloensis
- Agrenocythere ordinata (Deltel, 1963) Ducasse, 1977 †
- Agrenocythere pliocenica (Seguenza, 1880) Benson, 1972 †
- Agrenocythere radula (Brady, 1880) Benson, 1972
- Agrenocythere reticlava (Hornibrook, 1952)
- Agrenocythere schornikovi Pokorny, 1977 †
- Agrenocythere spinosa Benson, 1972
- Agrenocythere tetis (Mandelstam, 1962) Nikolaeva, 1984 †
- Agrenocythere tuberculata Puri, 1960

Niet geaccepteerde soort:
- Agrenocythere semivera, synoniem van Oertliella semivera